# Манкевич, Джозеф Лео
Джо́зеф Ле́о Манке́вич (англ. Joseph Leo Mankiewicz; 11 февраля 1909, Уилкс-Барре, Пенсильвания, США — 5 февраля 1993, Бэдфорд, штат Нью-Йорк, США) — американский кинорежиссёр, сценарист и кинопродюсер.
Манкевич начал кинокарьеру в 1929 году как сценарист на студии Paramount Pictures, с 1934 года работал продюсером на студии Metro-Goldwyn-Mayer, а в 1943—1952 годах писал сценарии и ставил фильмы на студии Twentieth Century Fox, после чего работал как сценарист и режиссёр на различных студиях, завершив карьеру в 1972 году. Лучший период в карьере Манкевича начался в 1946 году, когда он получил возможность ставить фильмы по собственным сценариям. Его сценарии по всеобщему признанию отличались высоким интеллектуальным уровнем, увлекательными сюжетными поворотами и остроумием, а как режиссёр он умел добиваться от актёров отличной игры.
Манкевич является одним из самых признанных сценаристов и режиссёров США. На протяжении двух лет подряд он завоёвывал премии «Оскар» одновременно в двух категориях — как лучший режиссёр и как лучший сценарист — за фильмы «Письмо трём жёнам» (1949) и «Всё о Еве» (1950). Последний фильм был номинирован в общей сложности на 14 «Оскаров», завоевав шесть. Манкевич также номинировался на премию «Оскар» в категории лучший сценарий за фильмы «Скиппи» (1931), «Выхода нет» (1950) и «Босоногая графиня» (1954), а как лучший режиссёр — за фильмы «Пять пальцев» (1952) и «Игра навылет» (1972). Двенадцать актёров и актрис за игру в фильмах, поставленных Манкевичем, были номинированы на «Оскары», среди них двое — Джордж Сэндерс и Эдмонд О’Брайен — завоевали эту награду. К числу наиболее знаменитых картин Манкевича относится также историческая драма «Клеопатра» (1962), которую из-за грандиозных для своего времени расходов и организационных неурядиц часто называли «катастрофой», хотя в итоге фильм окупил расходы и даже принёс прибыль.
С 1950 по 1951 год Манкевич был президентом Гильдии режиссёров Америки.

## Ранние годы жизни
Джозеф Лео Манкевич родился 11 февраля 1909 года в Уилкс-Барре, Пенсильвания в еврейской семье, иммигрировавшей в своё время из Германии. Его отец, Фрэнк Манкевич, был учителем, а мать — портнихой. Джозеф был третьим ребёнком в семье после сестры Эрны и брата Хермана, который впоследствии стал известным сценаристом, завоевавшим, в частности, «Оскар» как соавтор сценария фильма «Гражданин Кейн» (1941). Когда Джозефу было 4 года, семья переехала в Нью-Йорк, где его отец преподавал немецкий и французский языки в средней школе, а позднее — в Городском колледже Нью-Йорка.
После окончания средней школы Джозеф вслед за братом поступил в Колумбийский университет, где специализировался на английском языке и активно занимался спортом. Ради заработка он обучал английскому иностранцев и работал вожатым в летнем лагере, занимаясь с детьми бейсболом и драматическим искусством.
Получив степень бакалавра, в 1928 году Манкевич уехал в Берлин, где работал корреспондентом газеты Chicago Tribune и одновременно переводчиком интертитров американских немых кинофильмов.

## Карьера на Paramount Pictures в 1929—1933 годах
В 1929 году брат Херман, который в то время занимал пост главы сценарного отдела киностудии Paramount Pictures, пригласил Джозефа в свой отдел с окладом 60 долларов в неделю. В первый год работы Джозеф работал вместе с Херманом над фильмами студии, выходившими одновременно как в немом, так и в звуковом варианте. При этом Херман писал актёрские реплики для звуковой версии, а Джо писал интертитры для немой версии картины. Впервые имя Джо было указано в титрах комедии «Чучело» (1929) с участием Рут Чаттертон и Фредрика Марча. В том же году Джозеф работал над такими картинами, как криминальная мелодрама Йозефа фон Штернберга «Громобой» (1929) и вестерн Виктора Флеминга «Вирджинец» (1929) с Гэри Купером в главном роли, а также триллер Роулэнда Ли «Таинственный доктор Фу Манчу» (1929). Джозеф попробовал себя также в качестве актёра, сыграв эпизодическую роль репортёра в криминальной мелодраме Уильяма Уэллмана «Женская ловушка» (1929).
В 1930 году с массовым переходом Голливуда на звуковые фильмы Джозеф Манкевич, который успел хорошо себя показать в работе с текстом, был повышен до написания актёрских реплик и сценариев. В течение года он принял участие в написании сценариев пяти фильмов, среди которых криминальная комедия «Оттенок алого» (1930) и комедия «Светский лев» (1930), а также киноревю «Армейский парад» (1930) с участием Джин Артур, Клары Боу, Гэри Купера, Фредрика Марча и Уильяма Пауэлла.

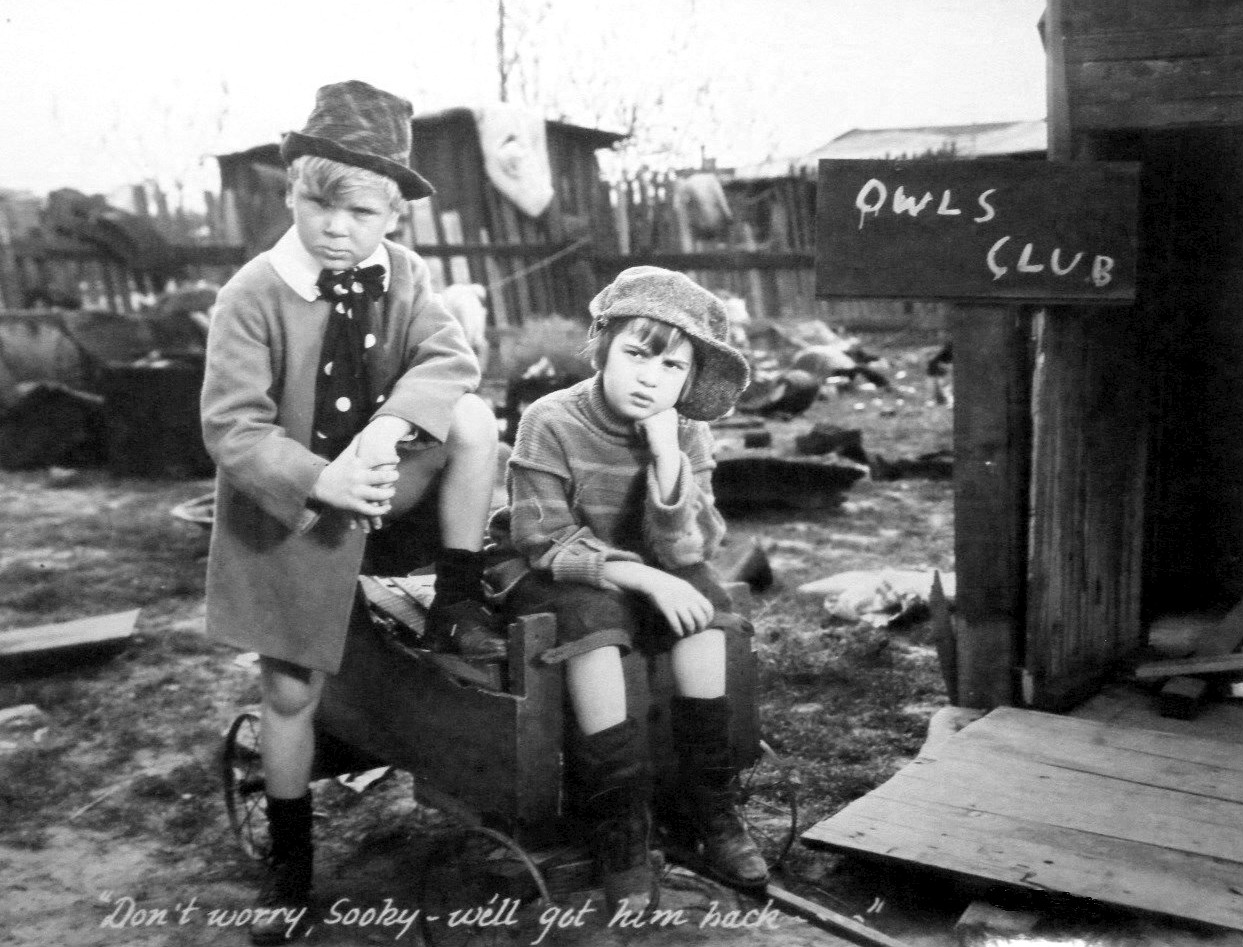
Джеки Купер и Роберт Куган в фильме «Скиппи» (1931)

Год спустя Манкевич выступил сценаристом семи фильмов, среди них криминальная комедия «Борец с бандой» (1931) и комедия «Финн и Хэтти» (1931), а также семейная комедия «Скиппи» (1931). Последний фильм принёс «Оскар» режиссёру картины Норману Торогу, а также три номинации на «Оскар», в том числе за лучший фильм и Манкевичу (совместно с Сэмом Минцем) за лучший адаптированный сценарий, а также девятилетнему Джеки Куперу как лучшему актёру в главной роли (Купер стал самым молодым номинантом на «Оскар»). В том же году Манкевич принял участие в работе над сценарием менее успешного сиквела этой картины под названием «Суки» (1931).
В 1932 году на счету Манкевича были сценарии комедии «Этот безрассудный возраст» (1932) и мелодрамы «Воздушная невеста» (1932). Кроме того, он написал историю для популярной абсурдистской комедии «Ножки за миллион долларов» (1932) и четыре истории (без указания в титрах) для звёздного комедийного киносборника «Если бы у меня был миллион» (1932) с участием Гэри Купера, Чарльза Лоутона и У. К. Филдса, в частности придумал для Филдса ставшую крылатой строчку «Моя синичка» (англ. my little chickadee).
Год спустя Манкевич выступил сценаристом (совместно с Уильямом Камероном Мензисом) семейной приключенческой картины «Алиса в стране чудес» (1933) по роману Льюиса Кэрролла, в которой играли такие звёзды, как У. К. Филдс, Кэри Грант и Гэри Купер. Кроме того, он был автором истории мюзикла с Бингом Кросби «Слишком много гармонии» (1933), а также написал сценарии криминальной мелодрамы «Эстренный вызов» (1933) и музыкальной комедии «Дипломатические маньяки» (1933).

## Карьера на Metro-Goldwyn-Mayer в 1934—1942 годах
В 1933 году Манкевич перешёл на студию Metro-Goldwyn-Mayer, где продолжил работать в качестве сценариста. Он начал работу на новой студии как соавтор сценария криминальной ленты «Манхэттенская мелодрама» (1934). Фильм принёс студии значительную прибыль, а Артур Сезар — автор литературного первоисточника — был удостоен «Оскара» за лучший сюжет.
Написав диалоги на студии United Artists для социальной мелодрамы периода Великой депрессии «Хлеб насущный» (1934), Манкевич продолжил работу на Metro-Goldwyn-Mayer с режиссёром В. С. Ван Дайком, написав сценарий романтической комедии «Забывая про всех других» (1934) с Гейблом, Джоан Кроуфорд и Робертом Монтгомери. Как отметил историк кино Александер Уокер в биографии Джоан Кроуфорд, «Манкевич в своём сценарии смог умно и ловко соединить лучшие личные черты всех трёх звёзд». Критики были в восторге от фильма. Журнал Variety назвал его «умным и находчивым, вобравшим много смешного в действии, ситуации и диалоге», а игру всех трёх звёзд назвал «великолепной». Зрители были согласны с такой оценкой, и фильм имел огромный успех.
В 1935 году Манкевич участвовал в работе над сценариями шести фильмов, наиболее значимыми среди которых были музыкальная комедия «Безрассудные» (1935) с Джин Харлоу и Уильямом Пауэллом, мюзикл «Мелодии Бродвея 1936 года» (1935) и криминальная комедия с Кларком Гейблом «После работы» (1935). Снятую по сценарию Манкевича комедийную мелодраму «Я живу своей жизнью» (1935) с Джоан Кроуфорд критика оценила как не слишком оригинальную. Год спустя вышли две картины, в работе над сценариями которых участвовал Манкевич — ещё одна романтическая комедия с Джоан Кроуфорд «Любовь в бегах» (1936), а также криминальная драма «Три крёстных отца» (1936) с Честером Моррисом и Уолтером Бреннаном.
В 1935 году Луис Майер, глава студии Metro-Goldwyn-Mayer, назначил Манкевича продюсером. Как вспоминал сам Манкевич: «Я пришёл к Майеру, который сказал мне, что хочет, чтобы я был продюсером. Я сказал, что хочу быть сценаристом и режиссёром. Он сказал: „Нет, сначала ты будешь продюсером, ты должен уметь ползать, прежде чем начнёшь ходить“. Это самая лучшая характеристика продюсерской работы, которую я когда-либо слышал».

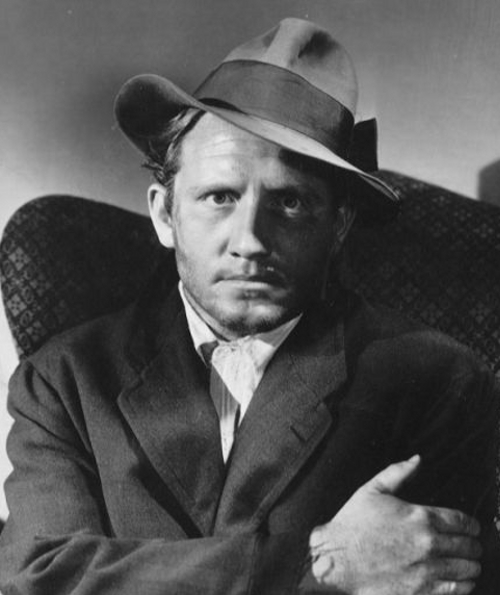
Спенсер Трейси в трейлере фильма «Ярость» (1936)

Первой и одной из наиболее значимых продюсерских работ Манкевича стала классическая криминальная драма «Ярость» (1936). Драматург и сценарист Норман Красна предложил Манкевичу историю фильма, а известный немецкий режиссёр Фритц Ланг, который только что заключил контракт с Metro-Goldwyn-Mayer, был назначен постановщиком картины. Фильм номинировался на «Оскар» за лучший оригинальный сюжет и был включён Национальным советом критиков в десятку лучших картин года.
В дальнейшем в обязанности Манкевича входил подбор сценариев для таких звёзд, как Мирна Лой и Джоан Кроуфорд, при этом некоторые из этих сценариев для последней, по словам Шипмана, «мог взять в производство только человек с низким мнением о поклонниках актрисы». В течение двух лет Манкевич спродюсировал такие картины Кроуфорд, как историческая фэнтези-мелодрама «Великолепная инсинуация» (1936), романтическая комедия «Невеста была в красном» (1937), а также мелодрамы «Манекен» (1937) и «Светлый час» (1938). Он а также выступил продюсером романтической комедии «Двойная свадьба» (1937) с участием Пауэлла и Лой.

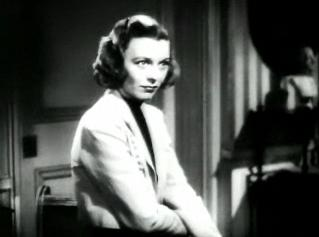
Маргарет Саллаван в трейлере фильма «Три товарища» (1938)

Одновременно с этим, в 1938—1939 годах Манкевич спродюсировал несколько качественных фильмов, среди них драма Фрэнка Борзейги «Три товарища» (1938) по роману Эриха-Марии Ремарка с Робертом Тейлором, Франшо Тоуном и Робертом Янгом в главных ролях. Фильм рассказывает о дружбе трёх товарищей в период Веймарской республики и накануне подъёма нацизма в Германии. Кинокритик «Нью-Йорк таймс» Фрэнк Ньюджент назвал картину «красивым и запоминающимся фильмом. Верный духу и в значительной степени букве романа, он великолепно поставлен, ярко написан и восхитительно сыгран актёрами». Фильм был хорошо принят критикой, а Маргарет Саллаван за игру в этом фильме была номинирована на «Оскар» как лучшая актриса в главной роли.
К числу заметных продюсерских работ Манкевича относится также мелодрама «Банальный ангел» (1938) о романе времён Первой мировой войны между бродвейской актрисой (Маргарет Саллаван) и молодым американским солдатом (Джеймс Стюарт). Как отметил историк кино Фрэнк Миллер, «фильм имел значительный коммерческий успех, хотя и получил неоднозначиные отзывы критиков». Ещё одной качественной продюсерской работой Манкевича стала семейная рождественская лента «Рождественский гимн» (1938) по одноимённой повести Чарльза Диккенса, которая хорошо передавала дух Лондона (хотя съёмки проходили в студии Metro-Goldwyn-Mayer в Калвер-Сити) и «была настолько же близка духу романа, как другие лучшие фильмы» по произведениям знаменитого писателя. Год спустя Манкевич спродюсировал ещё один добротный фильм, семейную приключенческую ленту «Приключения Гекльберри Финна» (1939) по одноимённой повести Марка Твена. По мнению кинообозревателя Дейвида Шипмана, фильм удался благодаря мастерству сценариста Хьюго Батлера и режиссёра Ричарда Торпа, а также игре в заглавной роли Микки Руни, «который в то время был большой звездой, и его участие обеспечило картине солидный бюджет».

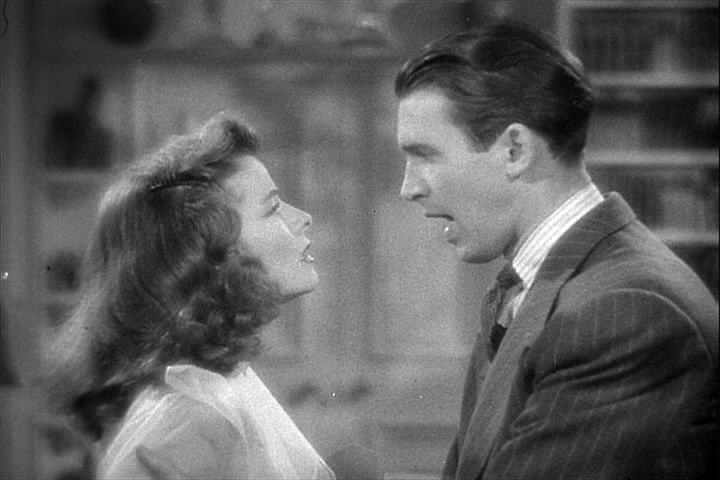
Джеймс Стюарт и Кэтрин Хепбёрн в трейлере фильма «Филадельфийская история» (1940)

В 1940 году Манкевич был продюсером романтической комедии Джорджа Кьюкора «Филадельфийская история» (1940), которая, по словам киноведа Шона Дуайера, «стала классикой на все времена». Фильм номинировался на «Оскар» в шести категориях и победил в двух:  лучший сценарий и лучший актёр в главной роли (Джимми Стюарт). Как отметил современный кинообозреватель Питер Флинт, несмотря на коммерческие успехи некоторых его предыдущих картин, именно этот фильм стал для Манкевича «первым грандиозным хитом у зрителей».

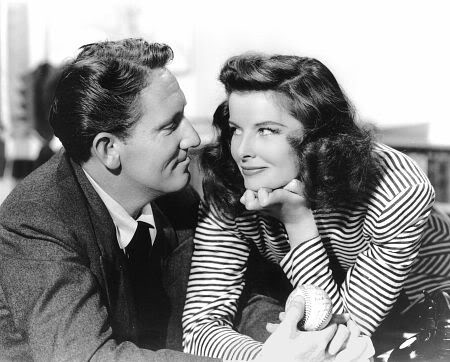
Кэтрин Хепбёрн и Спенсер Трейси на рекламном фото фильма «Женщина года» (1942)

После достаточно успешных картин — криминальной мелодрамы Борзейги «Странный груз» (1940) с Кларком Гейблом и Джоан Кроуфорд, а также комедии Ван Дайка «Женский подход» (1941) с Розалинд Расселл и Доном Амичи — Манкевич стал продюсером ещё одного классического голливудского фильма, романтической комедии «Женщина года» (1942) — первого из многочисленной серии фильмов с легендарным актёрским дуэтом  Спенсер Трейси — Кэтрин Хэпбёрн. Тепло принятый критикой, фильм, как и «Филадельфийская история», стал крупным кассовым хитом и принёс «Оскар» за лучший сценарий и номинацию на «Оскар» Кэтрин Хепбёрн за лучшую женскую роль. Манкевич хотел сам поставить этот фильм, но Майер отказал ему.
Успех «Филадельфийской истории» и «Женщины года» подтолкнул Манкевича к тому, чтобы вновь обратиться к руководству студии с просьбой дать ему работу в качестве сценариста и режиссёра. Как рассказывал сам Манкевич: «Я чувствовал потребность ставить фильмы, так как не мог переваривать то, что делалось с фильмами, сценарии которых я писал». Однако Майер так и не дал Манкевичу попробовать себя в режиссуре. В конечном счёте, Манкевич заявил всесильному Майеру во время спора о том, надо ли Джуди Гарленд обратиться к психиатру: «Я вижу, мистер Майер, что студия не достаточно большая для нас двоих» и вскоре покинул студию.
В 1948 году студия выпустила приключенческий фильм «Пират» (1948) с Джуди Гарленд в главной роли, в работе над сценарием которого работал в своё время Манкевич.

## Карьера на Twentieth Century Fox в 1943—1952 годах
В итоге, для того, чтобы стать режиссёром, Манкевичу пришлось уйти с Metro-Goldwyn-Mayer и, в 1943 году он перешёл на студию Twentieth Century Fox, которая «дала ему свободу писать, продюсировать и режиссировать, или делать это в любой комбинации».
Для начала глава студии Дэррил Занук попросил Манкевича спродюсировать драму «Ключи от царства небесного» (1944) по одноимённому роману Арчибальда Кронина 1941 года, где Манкевич выступил также соавтором сценария. Главную женскую роль в фильме сыграла тогдашняя жена Манкевича Роуз Стрэднер. Фильм был номинирован на четыре «Оскара»: за лучшую мужскую роль, операторскую работу, художественную постановку и музыку.

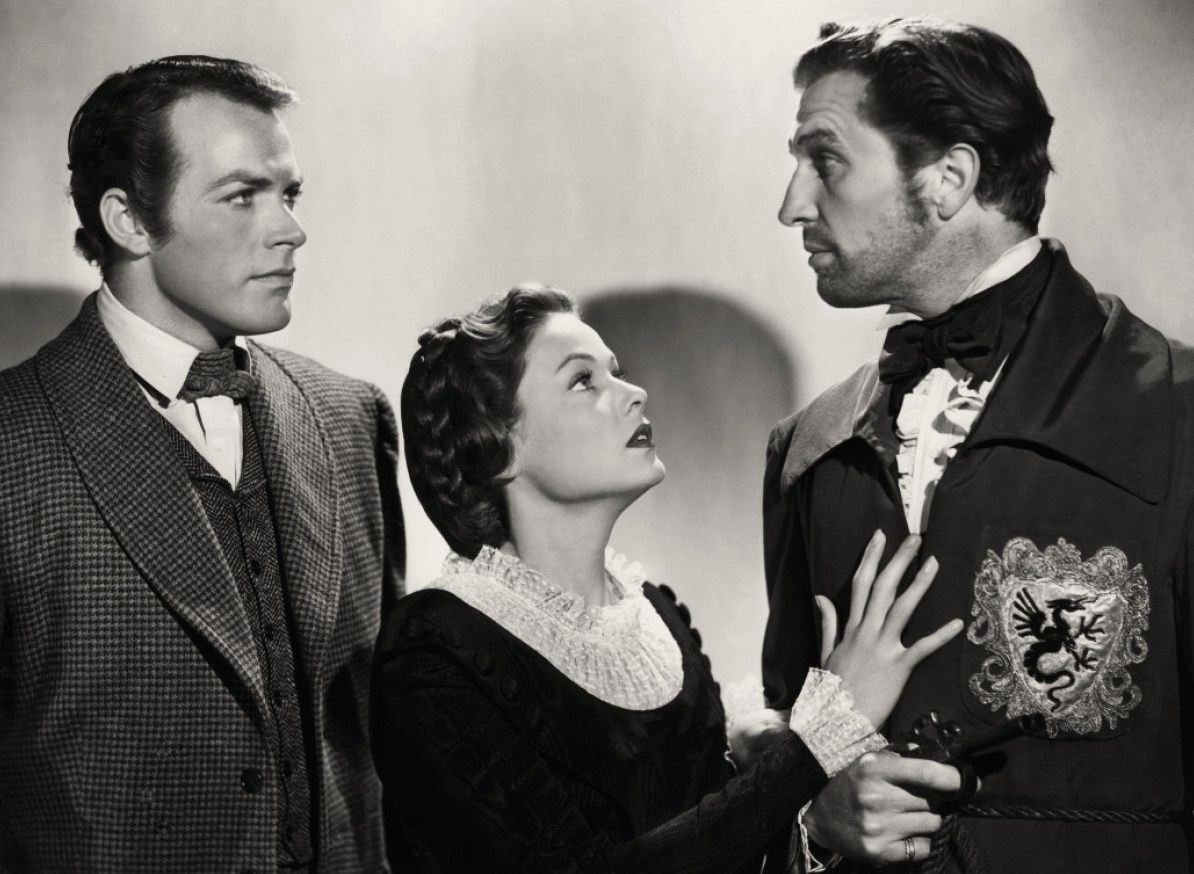
Гленн Лэнган, Джин Тирни и Винсент Прайс на рекламном фото фильма «Драгонвик» (1946)

В 1946 году Манкевич наконец осуществил своё многолетнее желание стать режиссёром, поставив готическую мелодраму «Драгонвик» (1946). Он написал сценарий этого фильма по одноимённому роману Ани Сетон, режиссёром которого первоначально был назначен Эрнст Любич, однако когда тот заболел, постановку картины доверили Манкевичу. В том же году вышла ещё одна картина, при работе над которой Манкевич выступил соавтором сценария и режиссёром — фильм-нуар «Где-то в ночи» (1946). Реакция критики на первые режиссёрские работы Манкевича была сдержанно положительной, замечания касались скорее тяжеловесности материала, чем его таланта режиссёра. 
С этого момента, по словам Дайера, «полностью перейдя в режиссуру, Манкевич вошёл в расцвет своей карьеры, поставив несколько классических фильмов, одновременно собрав серию номинаций на „Оскар“ и пару статуэток как лучший режиссёр».

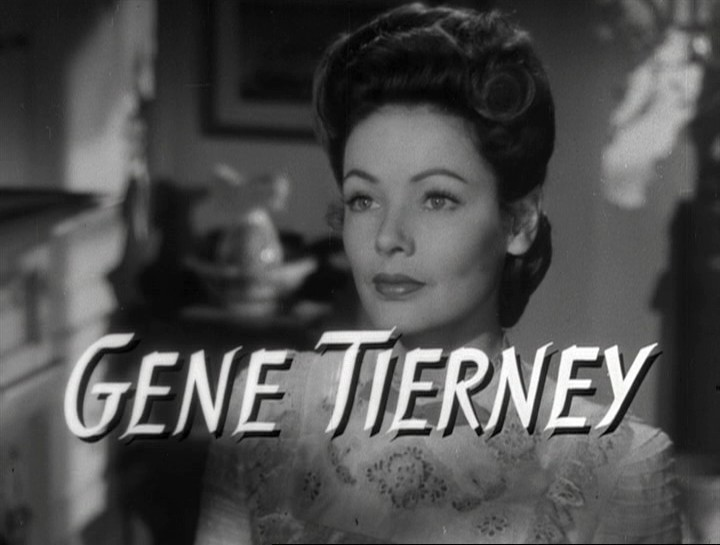
Джин Тирни в трейлере фильма «Призрак и миссис Мьюр» (1947)

Авторитет Манкевича укрепила постановка сатирического фильма «Покойный Джордж Эпли» (1947) по успешному роману Джона Маркванда 1938 года. В том же году он поставил романтическую фэнтези-мелодраму «Призрак и миссис Мьюр» (1947) по одноимённой повести Джозефины Лесли 1945 года. Фильм был положительно встречен критикой и номинирован на «Оскар» за лучшую операторскую работу.
Следующей режиссёрской работой Манкевича стал психологический триллер «Побег» (1948) по одноимённой пьесе британского писателя Джона Голсуорси. Современный кинокритик Крейг Батлер полагает, что Манкевич проделал хорошую работу, однако создать «захватывающий хичкоковский триллер... мешает довольно тяжеловесный исходный материал».

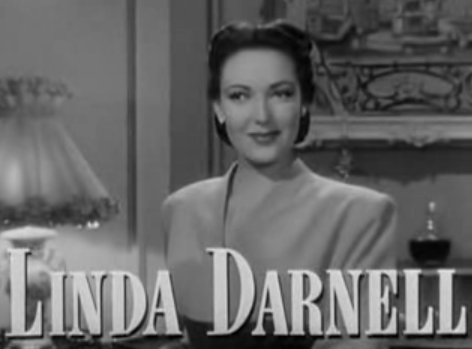
Линда Дарнелл в трейлере фильма «Письмо трём жёнам» (1949)

После «Побега» (1948) Манкевич укрепил свою репутацию одного из самых грамотных режиссёров Голливуда с остроумной комедией «Письмо трём жёнам» (1948). Картина была номинирована на три «Оскара», в том числе как лучший фильм, Манкевич же завоевал за эту работу два своих первых «Оскара» — за лучший оригинальный сценарий и за лучшую режиссуру.

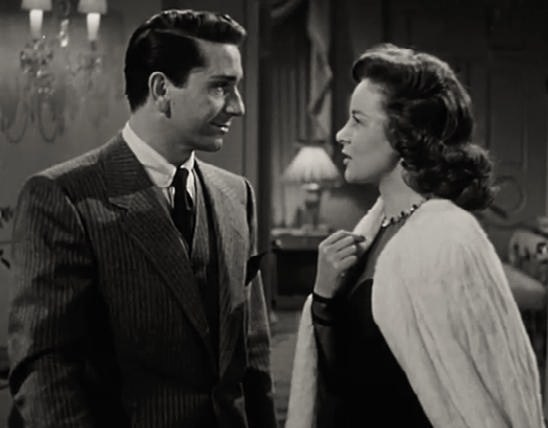
Ричард Конте и Сьюзен Хейуорд в трейлере фильма «Дом незнакомцев» (1949)

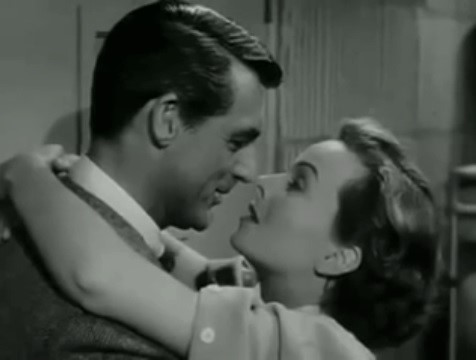
Кэри Грант и Джинн Крейн в трейлере фильма «Что скажут люди» (1951)

После этого Манкевич поставил драму с элементами нуара «Дом незнакомцев» (1949). Фильм был включён в конкурсную программу Каннского кинофестиваля, а Робинсон получил приз фестиваля за лучшую мужскую роль.
Дальше, по мнению Шипмана, «Манкевич написал и поставил первый по-настоящему достойный фильм о расовых отношениях „Выхода нет“ (1950)». Критики в большинстве своём оценивают этот фильм сдержанно, отмечая многочисленные содержательные недостатки, но признавая, что он стал заметным шагом вперёд в зрелом изображении на экране расовой проблематики, и отмечая превосходный кинодебют Сидни Пуатье. За работу над этой картиной Манкевич был удостоен номинации на «Оскар» как лучший сценарист.

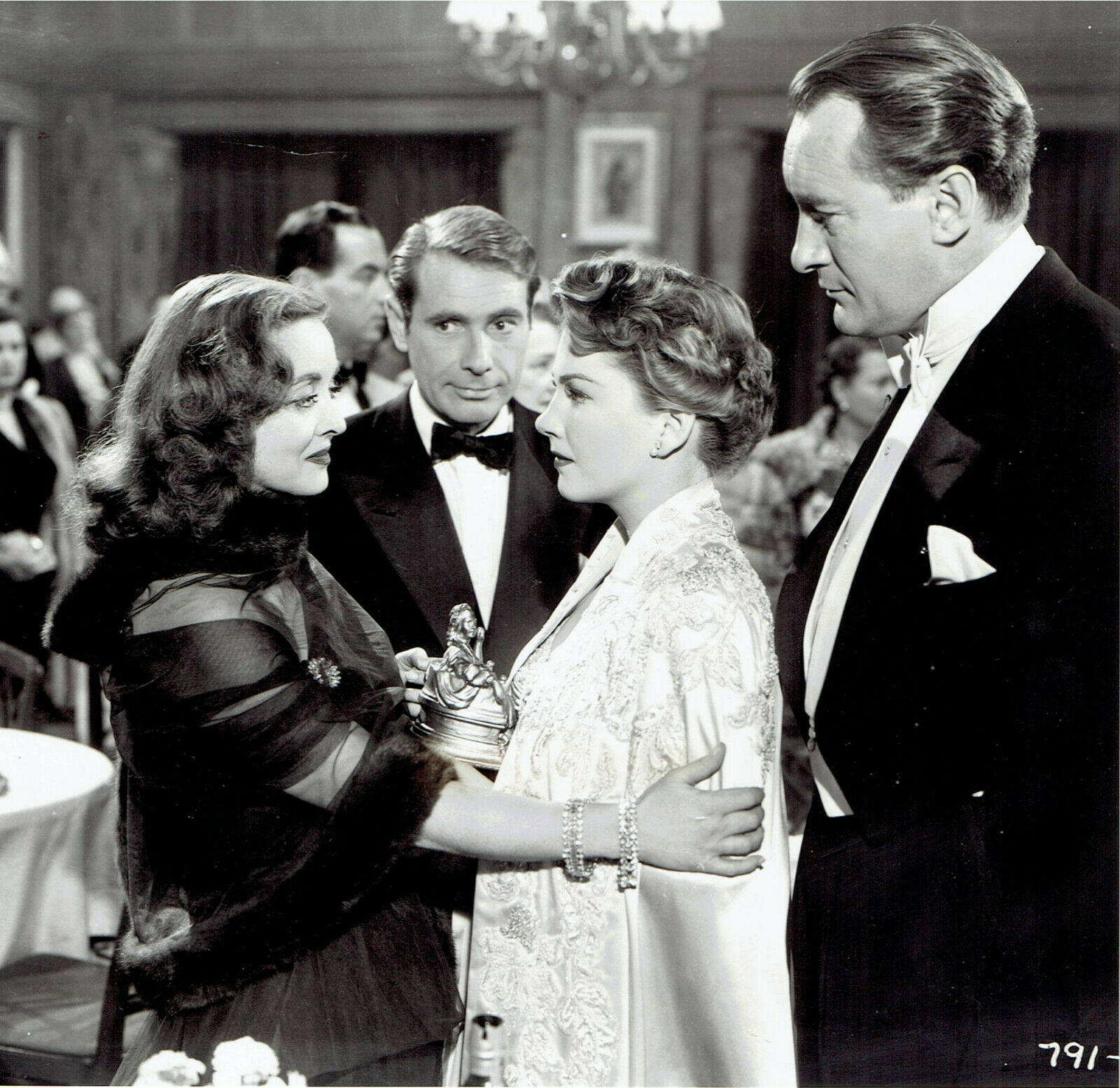
Бетт Дейвис, Гэри Меррилл, Энн Бакстер и Джордж Сэндерс в трейлере фильма «Всё о Еве» (1950)

После этого Манкевич написал и поставил сатирическую драму о бродвейских нравах «Всё о Еве» (1950), которую Дайер назвал его «величайшим достижением». Критики высоко оценили фильм. Он был номинирован на 14 премий «Оскар», завоевав шесть, в том числе в категориях «Лучший фильм», «Лучший режиссёр» (Манкевич), «Лучший сценарий» (Манкевич), и получил множество других наград в США и Европе. Фильм разошёлся на цитаты и сегодня остаётся одной из величайших лент классического Голливуда.
После этого Манкевич поставил романтическую комедию с политическими обертонами «Что скажут люди» (1951) по мотивам пьесы 1934 года немецко-швейцарского драматурга Курта Гётца. За этот фильм Манкевич был удостоен номинации на премию Гильдии сценаристов Америки в категории «Лучший сценарий американской комедии». Фильм создавался в период слушаний Комитета Конгресса США по расследованию антиамериканской деятельности, когда на Голливуд оказывалось давление о необходимости соответствовать «американским ценностям». И некоторые историки кино полагают, что заслушивание дела главного героя, которое является кульминацией фильма, было отражением событий периода маккартизма, однако такое слушание было и в оригинальном варианте пьесы, а сам Манкевич отрицал такую связь, заявляя о своей аполитичности. Тем не менее, когда он писал сценарий фильма, он сам стал мишенью антикоммунистической истерии в Голливуде. Занимая должность президента Гильдии кинорежиссёров, он выступил против принуждения членов Гильдии подписывать клятву верности как условия их членства, и созвал собрание членов для обсуждение этого вопроса. Ярый антикоммунист и член Гильдии Сесил Блаунт Демилль пытался сместить Манкевича, но другие члены поддержали позицию Манкевича, и в итоге именно Де Милль был вынужден подать в отставку.
В связи с этими событиями Манкевич не захотел оставаться в Голливуде и переехал жить в Новую Англию. Он также хотел уйти со студии Twentieth Century Fox, недовольный тем, что «Занук присвоил себе лавры за успехи его фильмов, хотя даже не читал сценарий до их запуска в производство».

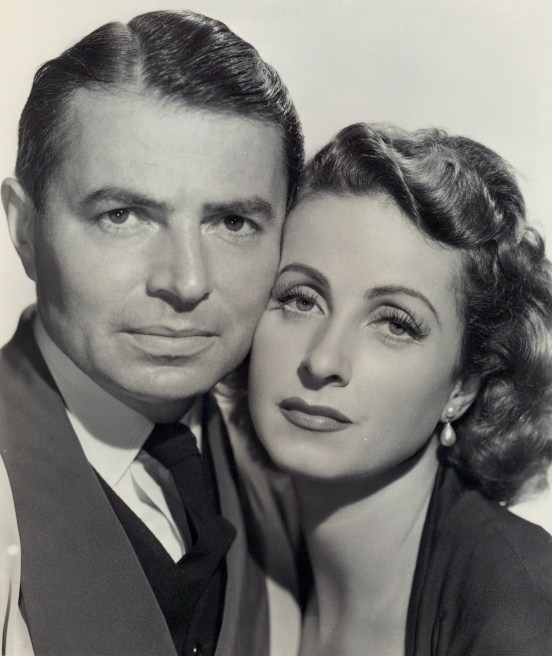
Джеймс Мейсон и Даниель Дарье в фильме «Пять пальцев» (1952)

В завершение контракта со студией Манкевич взялся за сценарий и постановку шпионского триллера времён Второй мировой войны «Пять пальцев» (1952). Критики встретили картину тепло, фильм получил «Золотой глобус» за лучший сценарий Уилсона и премию «Эдгар» за лучший кинофильм, а Манкевич был номинирован на «Оскар» и на премию Гильдии режиссёров Америки как лучший режиссёр.

## Кинокарьера в качестве независимого кинематографиста в 1953—1972 годах

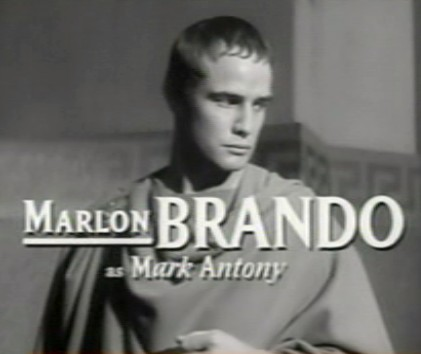
Марлон Брандо в трейлере фильма «Юлий Цезарь» (1953)

В 1953 году знаменитый продюсер Джон Хаусман пригласил Манкевича на студию Metro-Goldwyn-Mayer для постановки картины «Юлий Цезарь» (1953) по одноимённой трагедии Уильяма Шекспира. Фильм был восторженно встречен критикой и поныне признаётся одной из лучших экранизаций Шекспира. Он получил «Оскар» за лучшую художественную постановку и принёс премию БАФТА исполнителям главных ролей Гилгуду и Брандо.

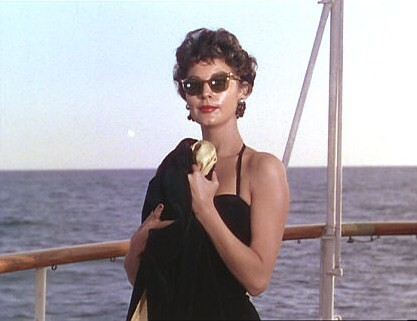
Ава Гарднер в фильме «Босоногая графиня» (1954)

В 1954 году в Италии Манкевич поставил по собственному сценарию итало-американскую мелодраму о мире шоу-бизнеса «Босоногая графиня» (1954), одним из продюсеров которой была его компания Figaro. 
Реакция критики была сдержанно-положительной. Эдмонд О’Брайен получил «Оскар» и «Золотой глобус» за роль второго плана, а сам Манкевич — очередную номинацию на «Оскар» и Премию Гильдии сценаристов Америки за лучший сценарий.
Год спустя по заказу компании Сэмюэла Голдвина Манкевич написал сценарий и поставил мюзикл «Парни и куколки» (1955), в основу которого был положен одноимённый хитовый бродвейский спектакль Фрэнка Лессера. Фильм был принят критикой и зрителями положительно. Картина и Джин Симмонс завоевали «Золотые глобусы» в категориях «Лучшая комедия или мюзикл» и «Лучшая актриса», а Манкевич номинировался на премию Гильдии сценаристов Америки за лучший сценарий мюзикла.
Работая во второй раз с собственной продюсерской компанией Figaro, Манкевич написал и поставил фильм «Тихий американец» (1958), в основу которого был положен роман Грэма Грина о вмешательстве США в вооружённый конфликт в Индокитае в 1952 году. Это был первый крупный американский фильм, в котором затрагивалась текущая ситуация в Индокитае. При этом роман Грина был направлен против американского вмешательства, Манкевич же изменил концовку настолько, что, по словам Шипмана, получился «великолепно сделанный фильм, который однако в самом конце переворачивал с ног на голову смысл книги Грина — что тому не понравилось». Писатель даже потребовал исключить своё имя из титров. 

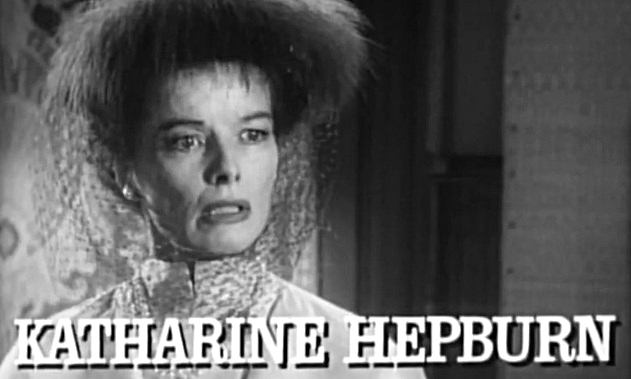
Кэтрин Хепбёрн в трейлере фильма «Внезапно прошлым летом» (1959)

В 1959 году студия Columbia Pictures пригласила Манкевича для постановки психологической драмы «Внезапно прошлым летом» (1959) по одноимённой одноактной бродвейской пьесе Теннесси Уильямса. Фильм, который «затрагивал такие шокирующие для своего времени темы, как гомосексуализм, инцест, лоботомия, даже каннибализм», был встречен полярными отзывами критики, но имел значительный успех в прокате, прокладывая дорогу «взрослым» темам, которые пришли в американское кино в следующем десятилетии. Фильм принёс три номинации на «Оскар», в том числе Хепбёрн и Тейлор как лучшим исполнительницам главной роли, а также за художественную постановку. Тейлор за свою игру получила также «Золотой глобус» и премию Давида Ди Донателло, а Хепбёрн — номинацию на «Золотой глобус».

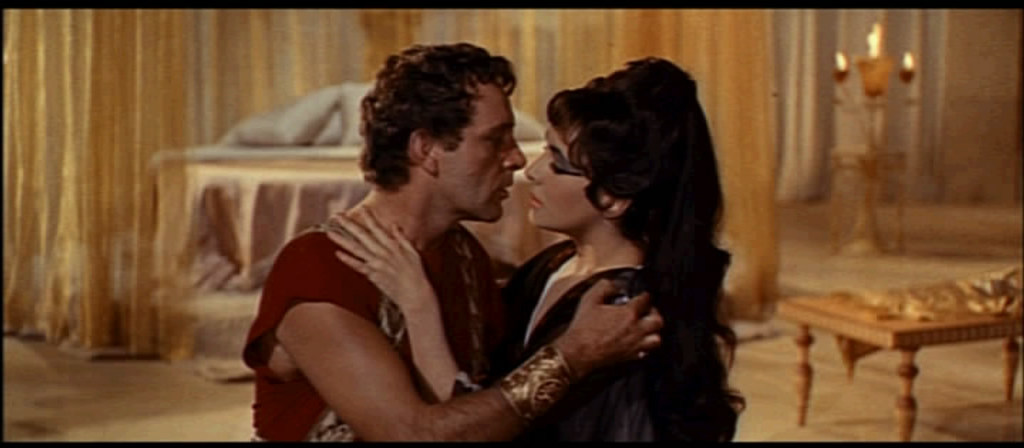
Ричард Бёртон и Элизабет Тейлор в фильме «Клеопатра» (1963)

В конце 1958 года кинокомпания Twentieth Century Fox приступила к работе над масштабной исторической драмой «Клеопатра» (1962). История, положенная в основу картины, охватывает период 48—30 годов до н. э. и рассказывает о политике и личной жизни египетской царицы Клеопатры и её отношениях с влиятельными римскими государственными деятелями, сначала — с Юлием Цезарем, а затем — с Марком Антонием. Первоначально режиссуру картины поручили Рубену Мамуляну, однако из-за множества организационных и творческих проблем работа продвигалась слишком медленно и затратно. В результате Мамулян был снят, а на смену ему студия уговорила прийти Манкевича, пообещав ему рекордный гонорар свыше миллиона долларов и предоставив право переписывать сценарий и заменять актёров. Летом 1961 года, когда на проект уже были израсходованы рекордные шесть миллионов долларов, что поставило студию на грань банкротства, а весь отснятый материал оказался неприемлем, Манкевич начал работу над фильмом фактически заново. Он сохранил звезду фильма Элизабет Тейлор в заглавной роли, пригласив Рекса Харрисона на роль Цезаря, Ричарда Бёртона — на роль Марка Антония и Родди Макдауэлла — на роль Октавиана Августа. Манкевичу пришлось фактически заново переписывать весь сценарий картины. К началу съёмок на студии «Чинечитта» в Риме Манкевич успел написать чуть больше трети из 300-страничного сценария, рассчитанного в общей сложности на 5-6 часов экранного времени. В итоге в дневное время Манкевич руководил съёмками, а по ночам писал сценарий, работая практически на износ. Серьёзно осложнял работу над картиной и начавшийся во время съёмок роман Тейлор с Бёртоном. Так как оба на тот момент состояли в браке, роман освещался в прессе в неблагоприятном для картины духе. 
В конце июня 1962 года съёмки картины были завершены, а в октябре Манкевич закончил черновой монтаж картины продолжительностью 320 минут. Продюсер студии Дэррил Занук остался им недоволен, отстранив Манкевича от дальнейшей работы, однако к концу года, поняв, что завершить картину никто другой не сможет, извинился перед Манкевичем и пригласил его вернуться. Под давлением Занука Манкевич обрезал фильм до 248 минут. После неблагоприятных предпросмотров было удалено ещё 22 минуты, а перед первым публичным прокатом картины она была сокращена до 192 минут, в результате чего, по словам Флинта, «некоторые ключевые сюжетные моменты утеряны».
Оценка критиков оказалась предсказуемо смешанной. Основным недостатком назвали стилистическую несогласованность между исторической первой частью фильма и мелодраматической второй. В то же время звучали и хвалебные отзывы. Фильм удостоился четырёх «Оскаров» — за лучшую операторскую работу, лучшую художественную постановку, лучший дизайн костюмов и лучшие спецэффекты, а также получил ряд других наград и номинаций. Став самым кассовым фильмом 1963 года, картина при этом — из-за колоссольных затрат на производство — стала и крупнейшим кассовым провалом, который едва не обанкротил 20th Century Fox. Однако в конце концов «Клеопатра» окупила свои расходы более чем в 40 млн долл., а после продажи прав на телетрансляции даже принесла прибыль. Ценой огромных усилий Манкевичу удалось спасти картину и студию от катастрофы.
Современные историки кино часто оценивают решение Манкевича взяться за этот проект как «ошибку, разрушившую его карьеру» и как «катастрофу». Фильм сделал его богатым человеком, но «жуткий двухгодичный опыт работы серьёзно подавил его, и он остался недоволен работой». Он позднее говорил, что «фильм был зачат в спешке, снимался в неразберихе и заканчивался в слепой панике». Манкевич испытывал ответственность за затянувшиеся съёмки и был разгневан тем, что ему не дали возможность сделать окончательный монтаж. Это расстроило его ещё больше, когда фильм был встречен неблагоприятно. В течение многих лет он отказывался обсуждать как сам фильм, так и свой опыт работы над ним, и на несколько лет вообще отошёл от работы. Как написал кинообозреватель Ричард Натали (Richard Natale), «после трёх плодотворных десятилетий карьера Манкевича так и не восстановилась после обременённой скандалами „Клеопатры“».
В 1964 году Манкевич поставил для компании ABC свой первый и единственный телевизионный фильм — политическую фэнтези-мелодраму «Гимн для другого Рождества» (1964), которая делалась по заказу ООН в рамках программы широкого ознакомления международной общественности с целями и задачами этой организации. В работе над этой модернизированной версией популярной истории Чарльза Диккенса «Рождественская песнь», которая призывала к миру и международному сотрудничеству, приняли участие такие звёзды, как Питер Селлерс, Стерлинг Хэйден и Ева Мари Сэйнт.
В 1967 году Манкевич по собственному сценарию поставил в Италии на независимой компании Famous Artists Productions криминальную комедию «Горшок мёда» (1967) по мотивам пьесы Бена Джонсона «Вольпоне» (1607). Манкевич задумал необычный по форме фильм — метаповествование, где актёры должны были периодически выходить из роли, чтобы порассуждать о мотивах поступков персонажей и о развитии сюжета, однако съёмки погрязли во внутренних конфликтах, и к выходу фильма от первоначальной концепции ничего не осталось. Фильм не имел успеха в прокате и был сдержанно принят критикой.
После этого на студии Warner Bros. Манкевич поставил комедийный вестерн «Жил-был обманщик» (1970) с Кирком Дугласом и Генри Фондой в главных ролях — свой единственный опыт в жанре ветерна, который Д. Шипман (David Shipman) назвал «его несомненной удачей».
Два года спустя Манкевич поставил в Великобритании свой последний фильм, психологический триллер «Игра навылет» (1972), в основу которого положена хитовая бродвейская пьеса Энтони Шаффера. Фильм стал кассовым хитом и принёс отличные отзывы критики, а также несколько наград и номинации на «Оскар» Манкевичу как лучшему режиссёру, а также Лоренсу Оливье и Майклу Кейну как лучшим актёрам.
Несмотря на то, что Манкевичу продолжали поступать предложения снимать фильмы, он понял, что «ему не нравится то, что хотят зрители», и ушёл из кино.

## Особенности художественного стиля и оценка творчества
Как отметил кинообозреватель Ричард Натали, «карьера Манкевича охватила четыре десятилетия, с момента затухания немого кино и наступления кино звукового до заката студийной системы». Дайер добавляет, что «придя в кино по стопам старшего брата Хермана, Джозеф Манкевич на протяжении своей долгой карьеры прошёл путь от признанного сценариста до плодовитого продюсера, а затем и до авторитетного режиссёра».
Многие историки кино говорили о том, что Манкевич был одним из самых образованных и умных кинематографистов Голливуда, работы которого отличались «острым умом» и «изысканностью». По словам Питера Флинта, «Манкевич был мастером создания фильмов со сложным сценарием, ансамблевой актёрской игрой и многочисленными флэшбеками, часто с монологами и иногда с несколькими рассказчиками, выражающими различные точки зрения». Натали также отмечает, что «его сложные, острые диалоги и истории, которые развивались с использованием закадрового повествования и сложных временных структур, стоп-кадров и флэшбэков, цитируются критиками как его самый долговечный вклад». Обозреватель «Нью-Йорк таймс» Винсент Кэнби восхищался «едким скептицизмом, освежающим здравым смыслом, наступательным порывом и огромной технической виртуозностью его работ». Манкевич, по словам Кэнби, «всегда обладал уникальным даром создания человеческого, всестороннего и умного диалога», а его лучшие фильмы обладали «масштабом романов». Как написал критик Ричард Корлисс, «в свои лучшие годы в середине (двадцатого) века Манкевич писал подлинные „экранные пьесы“, полные оглушительной ярости, всегда заботясь о том, чтобы они выражали нечто значимое…»
Флинт подчёркивает, что Манкевич «был дотошным мастером, который предпочитал слова образам и в лучших театральных традициях делал упор на текст и вызываемую им реакцию». При этом «он был сильным режиссёром, который умел улучшить игру актёров, выверив её по времени и действию, и манипулируя их достоинствами и недостатками». По словам Натали, «Манкевич имел заслуженную репутацию комфортного в общении актёрского режиссёра». Флинт также замечает, что «Манкевич был режиссёром с языковым даром и сценаристом с режиссёрским глазом. Многие его фразы стали классикой киноязыка, а его наиболее памятные фильмы и сцены изящны и афористичны». Известный умением писать умный и хлёсткий актёрский текст, он дал Марго Ченнинг, стареющей звезде из фильма «Всё о Еве», которую сыграла Бетт Дейвис, бессмертную строчку: «Пристегните ремни. Предстоит турбулентная ночка».
Как указывает Оливер, Манкевич всегда считал, что сценарная и режиссёрская работа взаимосвязаны. Он говорил: «Я чувствовал потребность ставить фильмы, потому что не мог переносить того, что делалось с тем, что я написал. Любой достойный сценарист уже поставил свой фильм в тот момент, когда он написал сценарий». В 1973 году в интервью Чарльзу Чемплину из «Лос-Анджелес Таймс» Манкевич сказал: «Я не могу представить первоклассного режиссёра от… Эрнста Любича до Федерико Феллини, который бы не был также, в самом подлинном смысле, и первоклассным сценаристом. Написание сценария и постановка фильма не могут и не должны быть разделимы».
Вместе с тем, как указывает Натали, Манкевича «критиковали за излишнее многословие в ущерб визуальному ряду». По словам Флинта, «недоброжелатели обвиняли его в многословии и излишне проясняющих поворотах сюжета. Его последние фильмы, с чем соглашались и рецензенты, были слишком длинными, подталкивая продюсеров на разрушительные вырезки».
Когда уже после завершения карьеры Манкевича попросили обобщить собственное кинонаследие, он сказал: «Я жил, не задумываясь о том, что кто-то скажет обо мне. Я следовал совсем немногим правилам. Я думаю, я написал несколько хороших сценариев, добился нескольких хороших актёрских работ и сделал несколько хороших фильмов».
Как отмечает Шипман, «в личном плане Манкевич любил компанию тех, кто говорит прямо и реалистично, как бы грубы они не были. Он ненавидел лицемеров и циников, и не считал себя лицемером, потому что сам был циником. Он любил компанию интеллектуалов в кинобизнесе, и любил (и они в свою очередь любили его) тех кинематографистов своего поколения, которые действительно стремились делать фильмы высокого качества, среди них Фред Циннеман, Элиа Казан и Билли Уайлдер».
В личном общении Манкевич был известен своим остроумием и шутками, любил рассказывать непристойные истории и был дамским угодником. По словам Шипмана, Манкевич «выделялся не только своим интеллектом, но и своими взглядами, а также своей сексуальной притягательностью. Он не скрывал, что был любовником Джуди Гарленд, Лоретты Янг, Линды Дарнелл, Джоан Кроуфорд и без сомнения многих других». Как, по словам Шипмана, точно подметила биограф актрисы Лины Хорн, в период его работы на студии Metro-Goldwyn-Mayer «все были влюблены в Джозефа Л. Манкевича».
После ухода на пенсию Манкевич критически высказывался о новом голливудском кино. По словам Шипмана, он не мог принять некоторые чрезвычайно популярные фильмы. «Особенно, презрительно он относился к таким фильмам, как „Инопланетянин“ (1982) и „Один дома“ (1991), не говоря о различных дорогостоящих версиях комиксов». В 1991 году в интервью газете «Лос-Анджелес Таймс» Манкевич сказал: «Только не выставляйте меня противным, раздражительным старым высокомерным типом, который ненавидит Калифорнию и чувствует свое превосходство. Мне лишь немного грустно по поводу фильмов, которые делают сейчас».

## Личная жизнь
Манкевич был женат трижды. В первый раз он женился в 1934 году на Элизабет Янг, у пары родился один сын Эрик Рейналь, брак был расторгнут в 1937 году. В 1939 году Манкевич женился на актрисе Роуз Стрэднер, с которой прожил в браке до её смерти в 1958 году, у пары было двое сыновей — Кристофер и Томас. В 1962 году женился на Розмари Мэтьюз, с которой прожил до своей смерти, у пары родилась дочь Александра.
Его сын Том Манкевич (1942—2010) стал заметным сценаристом, режиссёром и продюсером, другой сын Кристофер Манкевич (1940) также стал продюсером.
В 1951 году Манкевич вместе с семьёй переехал в Бедфорд, штат Нью-Йорк, где прожил до конца жизни. После завершения кинокарьеры в 1972 году он редко показывался на публике. Как пишет Шипман, после ухода из кино Манкевич «планировал написать несколько книг — автобиографию, трактат по психологии актрис, и, учитывая его удивительные возможности как рассказчика, очень жаль, что он этого так и не сделал».

## Смерть
Джозеф Л. Манкевич умер 5 февраля 1993 года в больнице Northern Westchester Hospital в Маунт-Киско, штат Нью-Йорк, в возрасте 83 лет. Причиной смерти стала сердечная недостаточность. Похоронен на кладбище епископальной церкви Святого Матфея в Бедфорде, штат Нью-Йорк.

## Номинации и награды
В 1950—1951 годах Манкевич завоевал четыре «Оскара» — дважды как сценарист и дважды как режиссёр — за две блистательные умные комедии — «Письмо трём жёнам» (1949) и «Всё о Еве» (1950).
Своей первой номинации на «Оскар» за сценарий фильма «Скиппи» (1931) Манкевич удостоился, когда ему было 22 года. Как сценарист Манкевич номинировался на «Оскар» также за фильмы «Выхода нет» (1950) и «Босоногая графиня» (1954), а как режиссёр — за фильмы «Пять пальцев» (1952) и «Игра навылет» (1972).
Гильдия режиссёров Америки присудила Манкевичу свою премию как лучшему режиссёру за фильмы «Письмо трём женам» (1949) и «Всё о Еве» (1950), а также номинировала его на эту премию за фильмы «Пять пальцев» (1952) и «Юлий Цезарь» (1953). В свою очередь Гильдия сценаристов Америки вручила ему свою премию за сценарии фильмов «Письмо трём жёнам» и «Всё о Еве», а также номинировала его на премию за сценарии фильмов «Выхода нет», «Что скажут люди» (1951), «Босоногая графиня» и «Парни и куколки» (1955).
На Каннском кинофестивале 1949 года Манкевич был номинирован на Гран-при за фильм «Дом незнакомцев» (1949), а в 1951 году завоевал специальный приз жюри фестиваля за фильм «Всё о Еве». В 1951 году Манкевич завоевал «Золотой глобус» за сценарий фильма «Всё о Еве». Он также удостаивался номинаций на эту награду как режиссёр фильмов «Всё о Еве» и «Клеопатра» (1963).
В общей сложности 12 актёров и актрис были номинированы на премию «Оскар» за игру в фильмах Манкевича, среди них Джордж Сэндерс, Энн Бакстер, Бетт Дейвис, Селеста Холм, Тельма Риттер, Марлон Брандо, Эдмонд О’Брайен, Кэтрин Хепбёрн, Элизабет Тейлор, Рекс Харрисон, Майкл Кейн и Лоренс Оливье, при этом Сэндерс и О’Брайен были удостоены этой награды.
В 1986 году Гильдия режиссёров Америки наградила Манкевича премией Д. У. Гриффина за достижения на протяжении жизни, а в 1987 году Манкевич был удостоен «Золотого льва» Венецианского кинофестиваля за достижения на протяжении карьеры. 6 мая 1991 года в честь Манкевича Академия кинематографических искусств и наук устроила в Театре Сэмюэла Голдвина памятный вечер, который прошёл с аншлагом. В этом мероприятии, которое спонсировали Музей современного искусства, Американская синематека и Гильдия режиссёров Америки, приняли участие многие звёзды, с которыми работал Манкевич, среди них Элизабет Тейлор, Майкл Кейн, Родди Макдауэлл, Винсент Прайс, Бёрджесс Мередит и Ричард Уидмарк. В своём характерном стиле Манкевич назвал это мероприятие «наградой за долгожительство».
| Награда                     | Год  | Категория                                         | Фильм                   | Результат |
| --------------------------- | ---- | ------------------------------------------------- | ----------------------- | --------- |
| Оскар                       | 1931 | Лучший адаптированный сценарий                    | Скиппи                  | Номинация |
| Оскар                       | 1941 | Лучший фильм                                      | Филадельфийская история | Номинация |
| Оскар                       | 1950 | Лучший режиссер                                   | Письмо трем женам       | Победа    |
| Оскар                       | 1950 | Лучший адаптированный сценарий                    | Письмо трем женам       | Победа    |
| Оскар                       | 1951 | Лучший режиссер                                   | Всё о Еве               | Победа    |
| Оскар                       | 1951 | Лучший адаптированный сценарий                    | Всё о Еве               | Победа    |
| Оскар                       | 1951 | Лучший сценарий                                   | Выхода нет              | Номинация |
| Оскар                       | 1953 | Лучший режиссер                                   | Пять пальцев            | Номинация |
| Оскар                       | 1955 | Лучший сценарий                                   | Босоногая графиня       | Номинация |
| Оскар                       | 1973 | Лучший режиссер                                   | Игра навылет            | Номинация |
| Золотой глобус              | 1951 | Лучший режиссер                                   | Всё о Еве               | Номинация |
| Золотой глобус              | 1951 | Лучший сценарий                                   | Всё о Еве               | Победа    |
| Золотой глобус              | 1964 | Лучший режиссер                                   | Клеопатра               | Номинация |
| Гильдия режиссёров Америки  | 1949 | Лучший режиссёр                                   | Письмо трём жёнам       | Номинация |
| Гильдия режиссёров Америки  | 1951 | Лучший режиссёр                                   | Всё о Еве               | Победа    |
| Гильдия режиссёров Америки  | 1953 | Лучший режиссёр                                   | Пять пальцев            | Номинация |
| Гильдия режиссёров Америки  | 1954 | Лучший режиссер                                   | Юлий Цезарь             | Номинация |
| Гильдия режиссёров Америки  | 1981 | Почетная награда члена Гильдии                    |                         | Награда   |
| Гильдия режиссёров Америки  | 1986 | Награда за достижения на протяжении жизни         |                         | Награда   |
| Гильдия сценаристов Америки | 1950 | Лучший сценарий комедии                           | Письмо трём жёнам       | Победа    |
| Гильдия сценаристов Америки | 1951 | Лучший сценарий комедии                           | Всё о Еве               | Победа    |
| Гильдия сценаристов Америки | 1951 | Лучший сценарий драмы                             | Всё о Еве               | Номинация |
| Гильдия сценаристов Америки | 1951 | Премия Роберта Мелтцера                           | Выхода нет              | Номинация |
| Гильдия сценаристов Америки | 1952 | Лучший сценарий комедии                           | Что скажут люди         | Номинация |
| Гильдия сценаристов Америки | 1955 | Лучший сценарий драмы                             | Босоногая графиня       | Номинация |
| Гильдия сценаристов Америки | 1955 | Лучший сценарий мюзикла                           | Парни и куколки         | Номинация |
| Гильдия сценаристов Америки | 1963 | Премия «Лавр» за достижения в качестве сценариста |                         | Награда   |
| Каннский кинофестиваль      | 1951 | Специальный приз жюри                             | Всё о Еве               | Победа    |
| Каннский кинофестиваль      | 1951 | Гран-при фестиваля                                | Всё о Еве               | Номинация |
| Венецианский кинофестиваль  | 1987 | Золотой лев за карьеру                            |                         | Награда   |
| Голливудская «Аллея славы»  | 1980 | Звезда «Аллеи славы» за вклад в киноиндустрию     |                         | Награда   |

## Фильмография
| Год  | Русское название             | Оригинальное название              | Студия                | В каком качестве участвовал   | Примечания                       |
| ---- | ---------------------------- | ---------------------------------- | --------------------- | ----------------------------- | -------------------------------- |
| 1929 | Близкая гармония             | Close Harmony                      | Paramount Pictures    | Автор титров                  |                                  |
| 1929 | Чучело                       | The Dummy                          | Paramount Pictures    | Автор титров                  |                                  |
| 1929 | Быстрая компания             | Fast Company                       | Paramount Pictures    | Автор титров                  |                                  |
| 1929 | Мужчина, которого я люблю    | The Man I Love                     | Paramount Pictures    | Автор титров                  |                                  |
| 1929 | Таинственный доктор Фу Манчу | The Mysterious Dr. Fu Manchu       | Paramount Pictures    | Автор титров                  | В титрах не указан               |
| 1929 | Река романса                 | The River of Romance               | Paramount Pictures    | Автор титров                  |                                  |
| 1929 | Дитя субботнего вечера       | The Saturday Night Kid             | Paramount Pictures    | Автор титров                  |                                  |
| 1929 | Тайна убийства на студии     | The Studio Murder Mystery          | Paramount Pictures    | Автор титров                  | В титрах не указан               |
| 1929 | Громобой                     | Thunderbolt                        | Paramount Pictures    | Автор титров                  |                                  |
| 1929 | Вирджинец                    | The Virginian                      | Paramount Pictures    | Автор титров                  | В титрах не указан               |
| 1929 | Женская ловушка              | Woman Trap                         | Paramount Pictures    | Актёр                         | В титрах не указан               |
| 1930 | Свет западных звёзд          | The Light of Western Stars         | Paramount Pictures    | Сценарист                     | В титрах не указан               |
| 1930 | Морской Бог                  | Only Saps Work                     | Paramount Pictures    | Сценарист                     |                                  |
| 1930 | Армейский парад              | Paramount on Parade                | Paramount Pictures    | Сценарист                     |                                  |
| 1930 | Оттенок алого                | Slightly Scarlet                   | Paramount Pictures    | Сценарист                     |                                  |
| 1930 | Светский лев                 | The Social Lion                    | Paramount Pictures    | Сценарист                     |                                  |
| 1931 | Пансионат                    | Dude Ranch                         | Paramount Pictures    | Автор дополнительных диалогов | В титрах не указан               |
| 1931 | Финн и Хэтти                 | Finn and Hattie                    | Paramount Pictures    | Сценарист                     |                                  |
| 1931 | Банда наездников             | The Gang Buster                    | Paramount Pictures    | Сценарист                     |                                  |
| 1931 | Июньская луна                | June Moon                          | Paramount Pictures    | Сценарист, автор истории      |                                  |
| 1931 | Нувориш                      | Newly Rich                         | Paramount Pictures    | Сценарист                     |                                  |
| 1931 | Скиппи                       | Skippy                             | Paramount Pictures    | Сценарист                     |                                  |
| 1931 | Суки                         | Sooky                              | Paramount Pictures    | Сценарист, автор истории      |                                  |
| 1932 | Если бы у меня был миллион   | If I Had a Million                 | Paramount Pictures    | Автор истории и адаптации     | В титрах не указан               |
| 1932 | Ножки за миллион долларов    | Million Dollar Legs                | Paramount Pictures    | Автор истории                 |                                  |
| 1932 | Этот безрассудный возраст    | This Reckless Age                  | Paramount Pictures    | Сценарист, автор истории      |                                  |
| 1932 | Небесная невеста             | Sky Bride                          | Paramount Pictures    | Сценарист                     |                                  |
| 1933 | Алиса в стране чудес         | Alice in Wonderland                | Paramount Pictures    | Сценарист                     |                                  |
| 1933 | Дипломатические маньяки      | Diplomaniacs                       | Paramount Pictures    | Сценарист, автор истории      |                                  |
| 1933 | Экстренный вызов             | Emergency Call                     | Paramount Pictures    | Сценарист, автор истории      |                                  |
| 1933 | Познакомьтесь с бароном      | Meet the Baron                     | Paramount Pictures    | Сценарист                     | В титрах не указан               |
| 1933 | Слишком много гармонии       | Too Much Harmony                   | Paramount Pictures    | Автор истории                 |                                  |
| 1934 | Хлеб наш насущный            | Our Daily Bread                    | United Artists        | Автор диалогов                |                                  |
| 1934 | Забывая про всех других      | Forsaking All Others               | Metro-Goldwyn-Mayer   | Сценарист                     |                                  |
| 1934 | Манхэттенская мелодрама      | Manhattan Melodrama                | Metro-Goldwyn-Mayer   | Сценарист                     |                                  |
| 1935 | После работы                 | After Office Hours                 | Metro-Goldwyn-Mayer   | Сценарист                     | В титрах не указан               |
| 1935 | Мелодия Бродвея 1936 года    | Broadway Melody of 1936            | Metro-Goldwyn-Mayer   | Сценарист                     | В титрах не указан               |
| 1935 | Я живу своей жизнью          | I Live My Life                     | Metro-Goldwyn-Mayer   | Сценарист                     |                                  |
| 1935 | Рыжие на параде              | Redheads on Parade                 | Metro-Goldwyn-Mayer   | Сценарист                     | В титрах не указан               |
| 1935 | Сильный парень               | Two Fisted                         | Metro-Goldwyn-Mayer   | Сценарист                     | В титрах не указан               |
| 1935 | Безрассудные                 | Reckless                           | Metro-Goldwyn-Mayer   | Сценарист                     | В титрах не указан               |
| 1936 | Любовь в бегах               | Love on the Run                    | Metro-Goldwyn-Mayer   | Сценарист                     | В титрах не указан               |
| 1936 | Три крёстных отца            | Three Godfathers                   | Metro-Goldwyn-Mayer   | Сценарист                     | В титрах не указан               |
| 1936 | Ярость                       | Fury                               | Metro-Goldwyn-Mayer   | Продюсер                      |                                  |
| 1936 | Великолепная инсинуация      | The Gorgeous Hussy                 | Metro-Goldwyn-Mayer   | Продюсер                      |                                  |
| 1937 | Невеста была в красном       | The Bride Wore Red                 | Metro-Goldwyn-Mayer   | Сценарист, продюсер           | Как сценарист в титрах не указан |
| 1937 | Манекен                      | Mannequin                          | Metro-Goldwyn-Mayer   | Сценарист, продюсер           | Как сценарист в титрах не указан |
| 1937 | Двойная свадьба              | Double Wedding                     | Metro-Goldwyn-Mayer   | Продюсер                      |                                  |
| 1938 | Большой вальс                | The Great Waltz                    | Metro-Goldwyn-Mayer   | Сценарист                     | В титрах не указан               |
| 1938 | Банальный ангел              | The Shopworn Angel                 | Metro-Goldwyn-Mayer   | Сценарист, продюсер           | Как сценарист в титрах не указан |
| 1938 | Три товарища                 | Three Comrades                     | Metro-Goldwyn-Mayer   | Сценарист, продюсер           | Как сценарист в титрах не указан |
| 1938 | Рождественский гимн          | A Christmas Carol                  | Metro-Goldwyn-Mayer   | Продюсер                      |                                  |
| 1938 | Светлый час                  | The Shining Hour                   | Metro-Goldwyn-Mayer   | Сценарист, продюсер           | Как сценарист в титрах не указан |
| 1939 | Приключения Гекльберри Финна | The Adventures of Huckleberry Finn | Metro-Goldwyn-Mayer   | Продюсер                      |                                  |
| 1940 | Филадельфийская история      | The Philadelphia Story             | Metro-Goldwyn-Mayer   | Продюсер                      |                                  |
| 1940 | Странный груз                | Strange Cargo                      | Metro-Goldwyn-Mayer   | Продюсер                      |                                  |
| 1941 | Женский подход               | The Feminine Touch                 | Metro-Goldwyn-Mayer   | Продюсер                      |                                  |
| 1941 | Дикарь с Борнео              | The Wild Man of Borneo             | Metro-Goldwyn-Mayer   | Продюсер                      | В титрах не указан               |
| 1942 | Женщина года                 | Woman of the Year                  | Metro-Goldwyn-Mayer   | Продюсер                      |                                  |
| 1942 | Снова вместе в Париже        | Reunion in France                  | Metro-Goldwyn-Mayer   | Продюсер                      |                                  |
| 1942 | Каир                         | Cairo                              | Metro-Goldwyn-Mayer   | Продюсер                      | В титрах не указан               |
| 1944 | Ключи от царства небесного   | The Keys of the Kingdom            | Twentieth Century Fox | Сценарист, продюсер           |                                  |
| 1946 | Драгонвик                    | Dragonwyck                         | Twentieth Century Fox | Сценарист, режиссёр           |                                  |
| 1946 | Где-то в ночи                | Somewhere in the Night             | Twentieth Century Fox | Сценарист, режиссёр           |                                  |
| 1947 | Призрак и миссис Мьюр        | The Ghost and Mrs. Muir            | Twentieth Century Fox | Режиссёр                      |                                  |
| 1947 | Покойный Джордж Эпли         | The Late George Apley              | Twentieth Century Fox | Режиссёр                      |                                  |
| 1948 | Побег                        | Escape                             | Twentieth Century Fox | Режиссёр                      |                                  |
| 1948 | Пират                        | The Pirate                         | Metro-Goldwyn-Mayer   | Сценарист                     | В титрах не указан               |
| 1949 | Письмо трём жёнам            | A Letter to Three Wives            | Twentieth Century Fox | Сценарист, режиссёр           |                                  |
| 1949 | Дом незнакомцев              | House of Strangers                 | Twentieth Century Fox | Сценарист, режиссёр           | Как сценарист в титрах не указан |
| 1950 | Всё о Еве                    | All About Eve                      | Twentieth Century Fox | Сценарист, режиссёр           |                                  |
| 1950 | Выхода нет                   | No Way Out                         | Twentieth Century Fox | Сценарист, режиссёр           |                                  |
| 1951 | Что скажут люди              | People Will Talk                   | Twentieth Century Fox | Сценарист, режиссёр           |                                  |
| 1951 | Дом на площади               | The House in the Square            | Twentieth Century Fox | Сценарист                     |                                  |
| 1952 | Пять пальцев                 | 5 Fingers                          | Twentieth Century Fox | Сценарист, режиссёр           | Как сценарист в титрах не указан |
| 1953 | Юлий Цезарь                  | Julius Caesar                      | Twentieth Century Fox | Сценарист, режиссёр           | Как сценарист в титрах не указан |
| 1954 | Босоногая графиня            | The Barefoot Contessa              | Twentieth Century Fox | Сценарист, режиссёр           |                                  |
| 1955 | Парни и куколки              | Guys and Dolls                     | Twentieth Century Fox | Сценарист, режиссёр           |                                  |
| 1958 | Тихий американец             | The Quiet American                 | Twentieth Century Fox | Сценарист, продюсер, режиссёр | Как продюсер в титрах не указан  |
| 1959 | Внезапно, прошлым летом      | Suddenly, Last Summer              | Twentieth Century Fox | Режиссёр                      |                                  |
| 1963 | Клеопатра                    | Cleopatra                          | Twentieth Century Fox | Сценарист, режиссёр           |                                  |
| 1967 | Горшок мёда                  | The Honey Pot                      | United Artists        | Сценарист, режиссёр           |                                  |
| 1970 | Жил-был обманщик             | There Was a Crooked Man…           | Warner Bros.          | Продюсер, режиссёр            |                                  |
| 1972 | Игра навылет                 | Sleuth                             | Palomar Pictures      | Режиссёр                      |                                  |